# Сереско (Небраска)
Сереско (енгл. Ceresco) град је у америчкој савезној држави Небраска.

## Демографија
По попису из 2010. године број становника је 889, што је 31 (-3,4%) становника мање него 2000. године.
| Група             | 2000.       | 2010.       |
| Белци             | 902 (98,0%) | 875 (98,4%) |
| Афроамериканци    | 0 (0,0%)    | 1 (0,1%)    |
| Азијати           | 0 (0,0%)    | 0 (0,0%)    |
| Хиспаноамериканци | 14 (1,5%)   | 6 (0,7%)    |
| Укупно            | 920         | 889         |